# مهندسی هسته‌ای

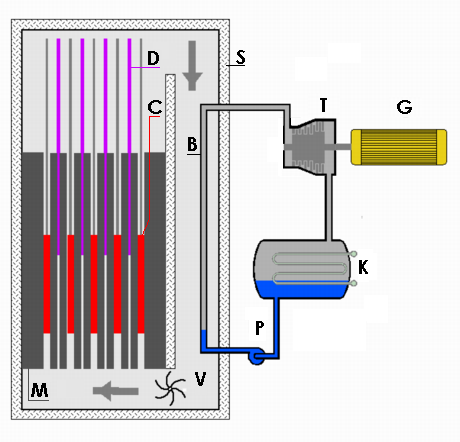
طرح رآکتور هسته‌ای از نوع گازی MAGNOX

مهندسی هسته‌ای (به انگلیسی: Nuclear Engineering) شاخه‌ای از مهندسی است که به کاربرد شکستن هسته‌های اتمی یا ترکیب هسته‌های اتمی یا کاربرد سایر فرآیندهای زیر اتمی بر اساس اصول فیزیک هسته‌ای مربوط می‌شود. مهندسی هسته ای شامل مهندسی شیمی و مهندسی برق نیز میگردد.

## معرفی رشته
دنیای امروز با بحران انرژی روبرو است، انرژی هسته‌ای یکی از انرژی‌های نو می‌باشد که به میزان زیادی این بحران را حل می‌کند. برای کاربردی کردن انرژی هسته ای، نیاز به متخصصان و کارشناسانی از جمله مهندس هسته‌ای می‌باشد که به دانش و تخصص این حوزه تسلط داشته باشند.
مهندس هسته‌ای می‌تواند مسئول راه اندازی ایمن و بهره‌ور نیروگاه‌های اتمی، بازفرآوری سوخت، مدیریت مواد زائد، انهدام نیروگاه‌های هسته‌ای قدیمی و حفاظت و ایمنی در برابر تشعشعات رادیواکتیو باشد. همچنین مهندس هسته‌ای قادر است با مواد و تشعشعات رادیو اکتیو به صورت صحیح و بی‌خطر کار کرده و در جابجایی آن‌ها و نگهداری و محافظت پرسنل در مقابل پرتوها توانمند می‌باشد.
مهندسی هسته‌ای عبارت است از دانش فرآیندهای هسته‌ای و کاربرد آن‌ها در گسترش تکنولوژی‌های گوناگون و تولید برق هسته ای. این دانش در زمینه‌های گوناگونی چون طراحی، راه اندازی و نگهداری نیروگاه‌های هسته ای، تشخیص‌ها و درمان‌های پزشکی (مهندسی پزشکی هسته‌ای)، تحقیقات در زمینه شتاب دهنده‌ها، لیزر، فوق هادی‌ها و… کاربرد دارد.

## گرایش‌ها
- گرایش گداخت هسته ای
- گرایش فیزیک بهداشت
- گرایش پرتو پزشکی
- گرایش رآکتور
- گرایش چرخه سوخت
- گرایش کاربرد پرتوها

## مهندسی هسته‌ای در ایران و جهان
مقطع کارشناسی مهندسی هسته‌ای در ایران برای اولین بار در  دانشگاه آزاد اسلامی واحد علوم و تحقیقات تهران راه اندازی گردید ولی مقاطع کارشناسی ارشد و دکترای تخصصی مهندسی هسته‌ای در واحد علوم و تحقیقات در گرایش های راکتور، پرتوپزشکی و چرخه سوخت هرساله دانشجو می‌پذیرد. همچنین در دانشگاه‌های صنعتی شریف، دانشگاه صنعتی امیر کبیر، دانشگاه شهید بهشتی تهران و دانشگاه شیراز  فقط در مقاطع ارشد این رشته ارایه می شود.

دو دانشگاه معتبر جهان به نامهای دانشگاه برکلی و دانشگاه MIT، رشته مهندسی هسته‌ای را علاوه بر مقاطع کارشناسی ارشد و دکتری، در مقطع کارشناسی در سه گرایش مهندسی پرتو پزشکی، مهندسی راکتور و مهندسی پسماندازی هسته‌ای ارائه می‌دهند.

## زمینهٔ اجرایی رشته
از نظر عملی نیز در دانشگاه علوم و تحقیقات تهران آزمایشگاه‌ها و کارگاه‌های متعددی دایر است که از ان جمله می‌توان به آزمایشگاه‌های فیزیک ۱ و ۲، شیمی و شیمی آلی، مکانیک سیالات و انتقال حرارت و… اشاره نمود. راه اندازی آزمایشگاه تخصصی هسته‌ای و آزمایشگاه دزیمتری و آشکارسازی که درشرف راه اندازی است از دلایل اجرای رشته در زمینه عملی می‌باشد و آمادگی این واحد دانشگاهی را جهت برگزاری دوره مهندسی هسته‌ای نشان می‌دهد. این واحد همچنین مجهز به کتابخانه وسایت کامپیوتری فعال می‌باشد.

## قابلیت‌ها، مهارت‌ها و نقش دانش آموختگان رشتهٔ مهندسی هسته‌ای
گسترش ایمن و اقتصادی نیروگاه‌های هسته ای، طراحی، ساخت و بهره‌برداری از نیروگاه‌های هسته‌ای و کار در نیروگاه‌ها ی هسته‌ای از جمله نیروگاه در دست احداث بوشهر، از جمله اولین وظایف و مراکز جذب مهندسین هسته‌ای است. زمینه کاری دیگر آن‌ها فراوری سوختهای هسته‌ای از استخراج تخلیص، غنی‌سازی و آماده‌سازی میله‌های سوخت گرفته تا پسمانداری و نگهداری سوختهای مصرف شده و جابجایی کلیه مواد وتجهیزات رادیواکتیو می‌باشد.
علاوه بر تمام اینها، علوم و تکنولوژی هسته‌ای درگستره وسیعی از کاربرهای صنعتی، زیست‌محیطی، کشاورزی و … می‌تواند در خدمت جامعه باشد، که دانشجویان مقطع کارشناسی با زمینه‌های اصلی آن چون تولید پرتوهای رادیو اکتیو، برهم کنش پرتوها با ماده، آشکارسازی و اندازه‌گیری پرتوهای رادیو اکتیو، طراحی سیستم‌های هسته‌ای و حفاظ‌سازی در مقابل تابش‌های رادیو اکتیو آشنا خواهد شد. آنان در طی آموزشهای خود ۱۴۰ واحد درسی را به صورت زیر می‌گذرانند:
دروس عمومی: ۲۰ واحد
دروس پایه: ۴۲واحد
دروس اصلی: ۵۰ واحد
دروس تخصصی: ۳۶ واحد
دروس اختیاری: ۲۲ واحد که دانشجو موظف است تا سقف ۱۴۰ واحد درسی تعدادی از آن‌ها را انتخاب نماید.
نوع مدرک ورودی و ضوابط و مواد امتحانی عبارتند از:
فیزیک و مکانیک
ضریب ۴
دروس ریاضی زیر دیپلم
ضریب ۴
شیمی
ضریب ۳
گذراندن دوره پیش دانشگاهی در رشته ریاضی فیزیک برای ورود به دوره کارشناسی مهندسی هسته‌ای ضروری است.

### در ایران
دانشگاه‌های ارائه دهنده رشته مهندسی هسته‌ای [در ایران] در مقطع کارشناسی ارشد و دکتری: دانشگاه علوم و تحقیقات تهران، دانشگاه صنعتی شریف، دانشگاه صنعتی امیرکبیر (پلی تکنیک تهران)، دانشگاه شهید بهشتی تهران، دانشگاه اصفهان، دانشگاه شیراز.
تنها دانشگاه‌ ارائه دهنده رشته مهندسی هسته‌ای-راکتور [در ایران] در مقطع کارشناسی:
دانشگاه علوم و تحقیقات تهران است.  البته دانشگاه آزاد نجف آباد هم در طی دوره  سال 90 تا 92 در مقطع کارشناسی  مهندسی هسته ای دانشجو میپذیرفت ولی از سال 93 دیگر نپذیرفت البته مدت ها پیش دانشگاه علوم و تحقیقات تهران در مقطع کارشناسی، گراش پرتو پزشکی را ارائه می‌داد و از کنکور ۸۵ فقط در گرایش راکتور دانشجوی کارشناسی پذیرفته‌است. درضمن در مقطع ارشد و دکتری، دانشگاه علوم و تحقیقات تهران در گرایش راکتور، پرتوپزشکی و چرخه سوخت دانشجو می‌پذیرد.

### در آمریکا
| مؤسسه                              | دپارتمان (پیوند به بیرون)                                                           | مدارج ارائه شونده | رتبه سال ۲۰۱۴ |
| ---------------------------------- | ----------------------------------------------------------------------------------- | ----------------- | ------------- |
| دانشگاه میشیگان                    | Nuclear Engineering and Radiological Sciences                                       | BS,MS,PhD         | ۱             |
| ام آی تی                           | Nuclear Science and Engineering                                                     | BS,MS,PhD         | ۱             |
| دانشگاه ویسکانسین                  | Engineering Physics                                                                 | BS,MS,PhD         | ۳             |
| دانشگاه تگزاس A&M                  | Nuclear Engineering                                                                 | BS,MS,PhD         | ۳             |
| دانشگاه ایالتی پنسیلوانیا          | Mechanical and Nuclear Engineering Distance Learning Program in Nuclear Engineering | BS,MS,PhD         | ۵             |
| دانشگاه تنسی                       | Nuclear Engineering                                                                 | BS,MS,PhD         | ۵             |
| دانشگاه برکلی                      | Nuclear Engineering                                                                 | BS,MS,PhD         | ۷             |
| جورجیا تک                          | Nuclear and Radiological Engineering                                                | BS,MS,PhD         | ۸             |
| دانشگاه ایالتی کارولینای شمالی     | Nuclear Engineering                                                                 | BS,Meng,MS,PhD    | ۸             |
| دانشگاه ایالتی اورگان              | Nuclear Engineering and Radiation Health Physics                                    | BS,MS,PhD         | ۱۰            |
| دانشگاه ایلینوی در اوربانا-شامپاین | Nuclear Engineering                                                                 | BS,MS,PhD         | ۱۰            |
| دانشگاه فلوریدا                    | Nuclear and Radiological Engineering                                                | BS,MS,PhD         | ۱۲            |
| دانشگاه پردیو                      | Nuclear and Radiological Engineering                                                | BS,MS,PhD         | ۱۳            |
| دانشگاه میزوری در کلمبیا           | Nuclear Science and Engineering Institute                                           | MS,PhD            | ۱۴            |
| دانشگاه ایالتی اوهایو              | Nuclear Engineering                                                                 | MS,PhD            | ۱۵            |
| موسسه فناوری رنسلیر                | Mechanical, Aerospace & Nuclear Engineering                                         | BS,MS,PhD         | ۱۶            |
| دانشگاه تگزاس در آستین             | Nuclear and Radiation Engineering                                                   | MS,PhD            |               |
| دانشگاه مریلند در کالج پارک        | Materials and Nuclear Engineering                                                   | MS,PhD            |               |
| دانشگاه ایالتی آیداهو              | Institute of Nuclear Science and Engineering                                        | BS,MS,PhD         |               |
| دانشگاه ایالتی کانزاس              | Mechanical and Nuclear Engineering                                                  | BS,MS,PhD         |               |
| موسسه فناوری نیروی هوایی           | Engineering Physics                                                                 | MS,PhD            |               |
| دانشگاه سینسینتی                   | Mechanical, Industrial and Nuclear Engineering                                      | BS,MS,PhD         |               |
| دانشگاه آیداهو                     | Nuclear Engineering Program                                                         | MS,PhD            |               |
| دانشگاه علم و فناوری میزوری        | Nuclear Engineering                                                                 | BS,MS,PhD         |               |
| دانشگاه نیومکزیکو                  | Chemical and Nuclear Engineering                                                    | BS,MS,PhD         |               |
| دانشگاه کارولینای جنوبی            | Nuclear Engineering                                                                 | ME,MS,PhD         |               |
| آکادمی نیروی دریایی آمریکا         | Nuclear Engineering                                                                 | BS                |               |
| آکادمی نظامی ایالات متحده آمریکا   | Nuclear Engineering                                                                 | BS                |               |
| دانشگاه ماساچوست در لوول           | Chemical Engineering                                                                | BS                |               |
| دانشگاه ایالتی کارولینای جنوبی     | Nuclear Engineering                                                                 | BS                |               |

### در کانادا
در کانادا دانشگاه آنتاریو UOIT در مقطع کارشناسی، کارشناسی ارشد و دکترا ارائه می‌دهد.

## نگارخانه

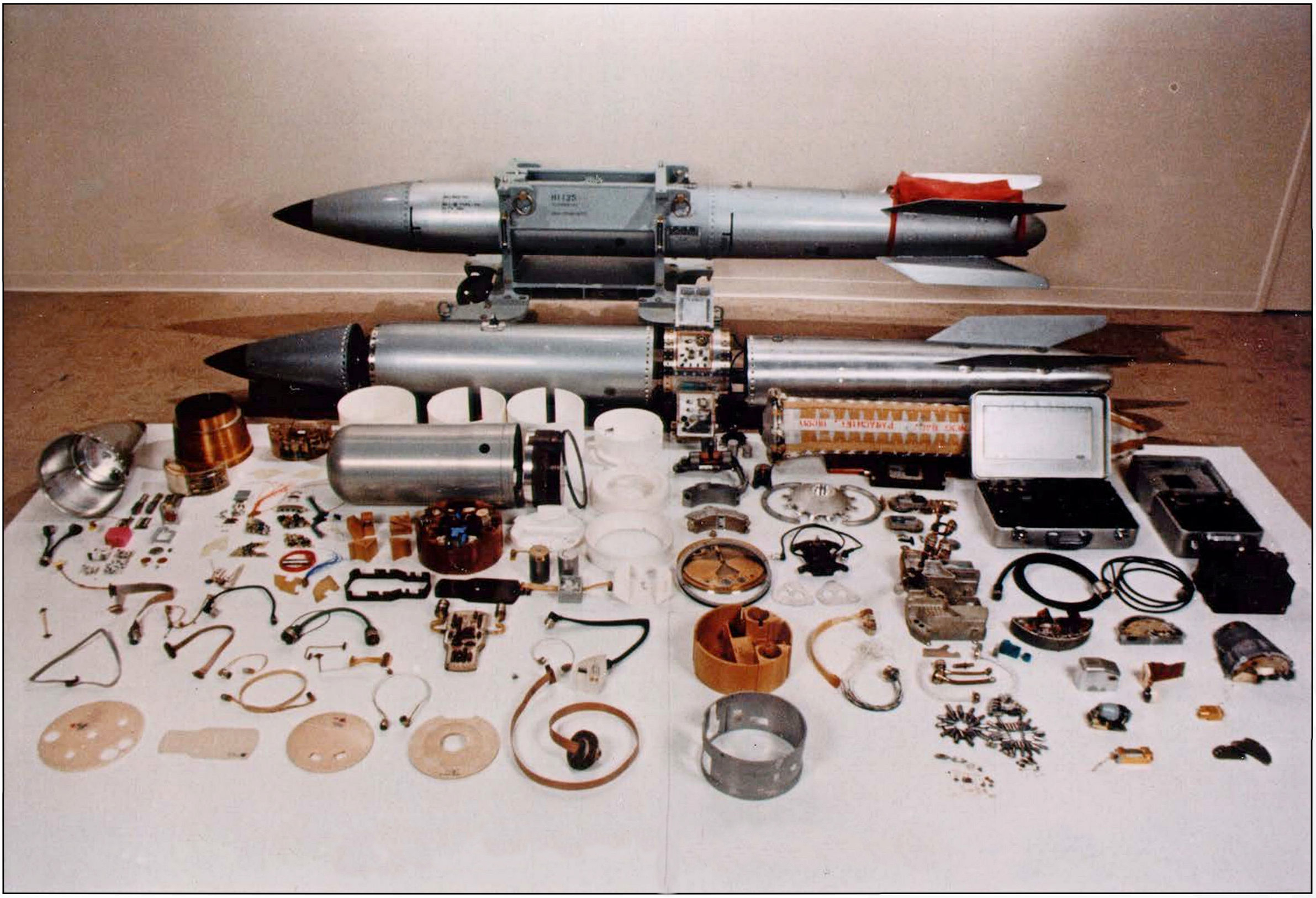